# Lunga Marcia 2A
Il Lunga Marcia 2A (in cinese: 長征二号S, Chángzhēng èrhàoP) era un lanciatore spaziale cinese.
Veniva lanciato dal Centro spaziale di Jiuquan ed era composto da due stadi. In totale furono effettuati quattro voli. Durante il primo di essi, il 5 novembre 1974, un cavo che collegava il giroscopio per il controllo del beccheggio al sistema di guida si staccò, causando la perdita del controllo e il fallimento del lancio.
Il vettore venne utilizzato per portare in orbita tre satelliti spia. Fu in seguito rimpiazzato dal più capace Lunga Marcia 2C.